# Коржовское сельское поселение
Коржовское сельское поселение — муниципальное образование в составе Ленинградского района Краснодарского края России. 
В рамках административно-территориального устройства Краснодарского края ему соответствует Коржовский сельский округ.
Административный центр и единственный населённый пункт — хутор Коржи.

## Население
| 2010  | 2012  | 2013  | 2014  | 2015  | 2016  | 2017  |
| ----- | ----- | ----- | ----- | ----- | ----- | ----- |
| 1141  | ↗1158 | ↘1132 | ↘1118 | ↘1116 | ↗1124 | ↘1121 |
| 2018  | 2019  | 2020  | 2021  | 2023  |       |       |
| ↗1125 | ↘1108 | ↘1106 | ↘1087 | →1087 |       |       |